# Contea di Labette
La contea di Labette in inglese Labette County è una contea dello Stato del Kansas, negli Stati Uniti. La popolazione al censimento del 2000 era di 22 835 abitanti. Il capoluogo di contea è Oswego